# Barcelona grófjainak listája
Barcelona grófjainak névsorát tartalmazza az alábbi táblázat. A katalán területek felett uralkodó grófok hatalma egészen a Karolingoktól ered, és több mint egy évezreden keresztül jelentős cím volt az Ibériai-félsziget uralkodói között. Barcelona mára már elvesztette grófi rangját.
A grófok címe csak 897-től kezdve volt örökletes, bár már korábban is megfigyelhető a családi vonal ebben a címben. A különböző házasságok révén a barcelonai grófok hamarosan egyben Aragónia uralkodói is lettek, ezzel meghatározó helyet foglaltak el a későbbi Spanyolország történelmében.
| Portré                                                                               | Név                                                                | Uralkodása  | Megjegyzések                                                              |
| ------------------------------------------------------------------------------------ | ------------------------------------------------------------------ | ----------- | ------------------------------------------------------------------------- |
| Barcelona grófjai, akiket a Karolingok neveztek ki                                   |                                                                    |             |                                                                           |
| –                                                                                    | Berà * 770 körül † 844                                             | 801 – 820   | A hadbíróság elítélte; leváltották.                                       |
| –                                                                                    | Rampó † 826                                                        | 820 – 826   |                                                                           |
| –                                                                                    | Septimaniai Bernát (I. Bernát) * 794 † 844 májusa                  | 826 – 832   | Első uralkodása.                                                          |
| –                                                                                    | Toulouse-i Berengár * 790 k. † 835                                 | 832 – 835   | Bölcs Berengár                                                            |
| –                                                                                    | Septimaniai Bernát (I. Bernát) (2x)                                | 834 844     | Másodjára a grófi hatalomban.                                             |
| –                                                                                    | I. Sunifred * 810 körül † 849                                      | 844 – 848   | Időnként, tévesen néven Sunyer néven (Sunyer valószínűleg a sógora volt). |
| –                                                                                    | Septimaniai Vilmos * 826. november 29. † 850                       | 848 – 850   | (Guillem); Septimaniai Bernát fia.                                        |
| –                                                                                    | Aleran * 800 körül † 852                                           | 850 – 852   |                                                                           |
| –                                                                                    | Isembart * 820 körül † 881                                         | 850 – 852   |                                                                           |
| –                                                                                    | Odalric † 859                                                      | 852 – 858   |                                                                           |
| –                                                                                    | Humfrid * 825 körül † 876 (*825 k.)                                | 858 – 864   |                                                                           |
| –                                                                                    | II. Gót Bernát * 841. március 22. † 886 augusztusa                 | 865 – 878   |                                                                           |
|                                                                                      | Szőrös Wilfred * 840 körül † 897. augusztus 11.                    | 878 – 897   | I. Sunifred fia.                                                          |
| Barcelona örökletes grófjai, a karolingok hűbéresei                                  |                                                                    |             |                                                                           |
|                                                                                      | I. Borrell * 874 † 911. április 26.                                | 897 – 911   | Más néven: Wilfred Borrell.                                               |
|                                                                                      | II. Sunifred * 870 körül † 950. október 15.                        | 911 – 948   | Más néven Sunyer.                                                         |
| Barcelona örökletes grófjai, akik függetlenedtek a karoling koronától.               |                                                                    |             |                                                                           |
|                                                                                      | Miró † 966. október 31.                                            | 948 – 966   |                                                                           |
|                                                                                      | II. Borrell * 934 † 992. szeptember 30.                            | 948 – 992   |                                                                           |
|                                                                                      | III. (Ramon) Borrell * 972. május 26. † 1017. február 25.          | 992 – 1017  |                                                                           |
|                                                                                      | I. Görbe Berengár Rajmund * 1006 † 1035. május 26.                 | 1017 – 1035 |                                                                           |
|                                                                                      | I. Öreg Rajmund Berengár * 1023 † 1076. május 26.                  | 1035 – 1076 |                                                                           |
|                                                                                      | II. Kócos Rajmund Berengár * 1053 † 1082. december 6.              | 1076 – 1082 |                                                                           |
| –                                                                                    | II. Testvérgyilkos Berengár Rajmund * 1054 † 1097                  | 1076 – 1097 | II. Rajmund Berengár és III. Rajmund Berengár társkirálya.                |
|                                                                                      | III. Nagy Rajmund Berengár * 1082. november 11. † 1131. július 19. | 1097 – 1131 | Provence-ban I. Rajmund Berengár.                                         |
|                                                                                      | IV. (Szent) Rajmund Berengár * 1113 † 1162. augusztus 6.           | 1131 – 1162 | Feleségül vette Petronila aragóniai királynőt.                            |
| Ettől kezdve Barcelona grófjainak listája megegyezik Aragónia királyainak listájával |                                                                    |             |                                                                           |

A Barcelona grófja címet utoljára Franco diktatúrája alatt viselte János, elűzött spanyol uralkodó. János Portugáliába menekült a diktatúra elől, és itt a spanyol királyi cím helyett felvette a Barcelona grófja címet, amely utalt királyi származására, de rávilágított arra is, hogy országa trónját nem tölti be.
| Az Ibériai-félsziget keresztény uralkodóinak táblája a Reconquista idejétől napjainkig |                              |                              |                              |                              |               |                              |                              |                              |                              |
| Portugália                                                                             | Spanyolország                | Spanyolország                | Spanyolország                | Spanyolország                | Spanyolország | Spanyolország                | Spanyolország                | Spanyolország                | Spanyolország                |
| Portugália                                                                             | A Kasztíliai Korona országai | A Kasztíliai Korona országai | A Kasztíliai Korona országai | A Kasztíliai Korona országai | Navarra       | Az Aragóniai Korona országai | Az Aragóniai Korona országai | Az Aragóniai Korona országai | Az Aragóniai Korona országai |
| Portugália                                                                             | Galicia                      | Asztúria                     | León                         | Kasztília                    | Navarra       | Aragónia                     | Barcelona                    | Valencia                     | Mallorca                     |